# Замошье (Марьинская волость)
Замошье — деревня в Струго-Красненском районе Псковской области России. Входит в состав сельского поселения «Марьинская волость».

## География
Находится на северо-востоке региона, в центральной части района, в лесной местности около. 
Уличная сеть не развита.

## История
Первое упоминание населённого пункта на этом месте относится к 1498 году, как деревня Замошье Щирского погоста Шелонской пятины.
С образованием Стругокрасненского района с 1927 до 1995 года деревня входила в Симанологский сельсовет, с января 1995 до января 2010 года — в Симанологскую волость. 
С 1 января 2010 года с упразднением Симанологской волости деревня входит в Марьинскую волость.

## Население
| 2001 | 2002 | 2010 | 2011 |
| ---- | ---- | ---- | ---- |
| 7    | ↗9   | ↘6   | →6   |

## Инфраструктура
Замошская школа I ступени (1927). Кузница (1950) (Ефимов, Фёдоров, 2015).

## Транспорт
Деревня доступна по дорогам местного значения.